# Juegos Suramericanos de 2018
Los XI Juegos Suramericanos (en portugués: Jogos Sul-Americanos), llamados oficialmente XI Juegos Suramericanos Cochabamba 2018, se realizaron en Cochabamba, Bolivia, del 26 de mayo al 8 de junio de 2018. Durante esta edición, participaron atletas de 14 países que compitieron en 48 disciplinas deportivas.
Los juegos fueron ordenados y regulados por la Organización Deportiva Suramericana (Odesur), dependiente de la Organización Deportiva Panamericana (ODEPA); el Estado Plurinacional de Bolivia, el Comité Olímpico Boliviano y el Ministerio de Deportes.

## Ciudades candidatas

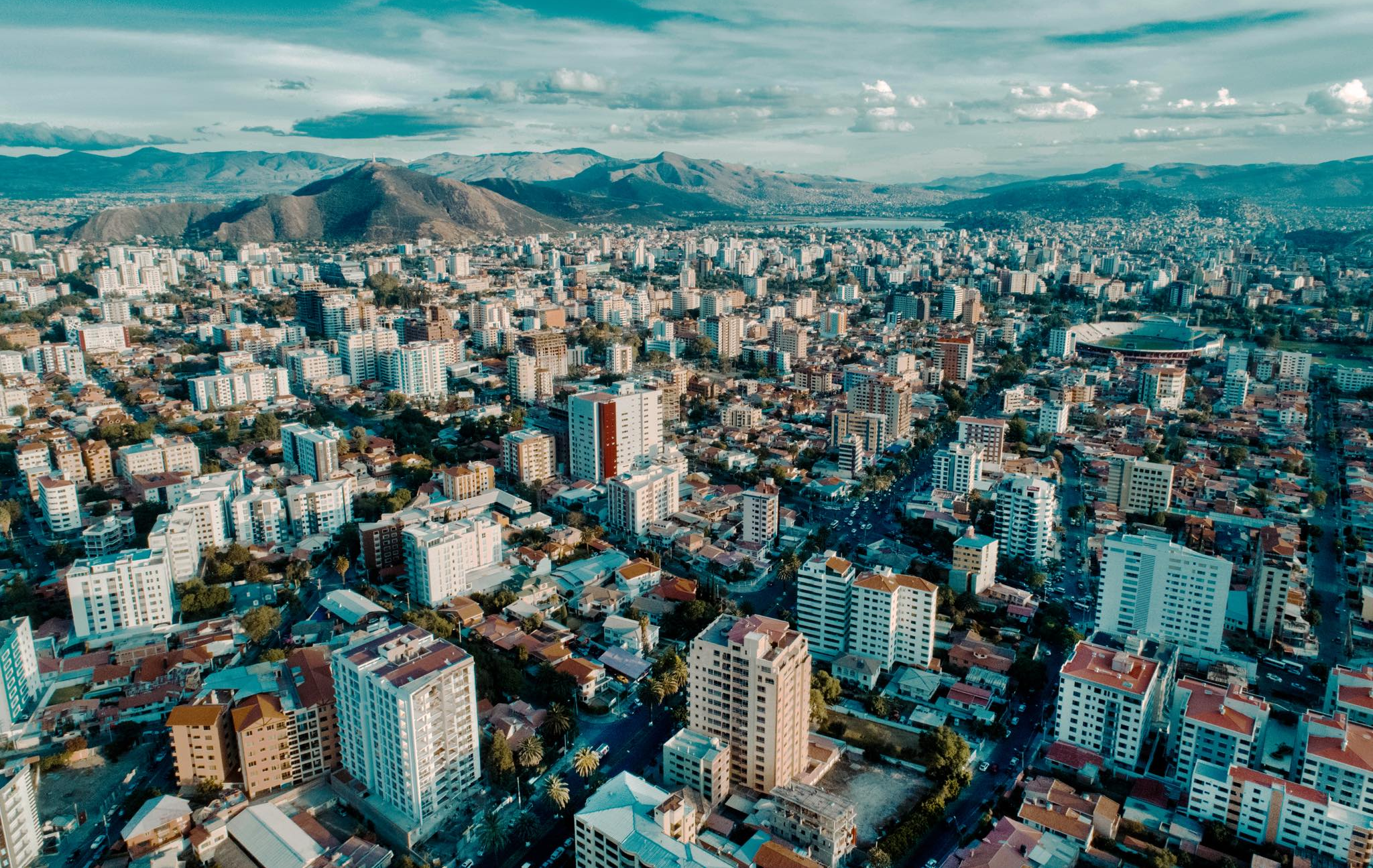
Vista aérea de Cochabamba.

Cochabamba, Puerto La Cruz y Lima se postularon para ser sede de los juegos ante la Organización Deportiva Suramericana. La organización, por decisión unánime en la XXIX Asamblea General Ordinaria, llevada a cabo el 21 de mayo de 2016 en Cochabamba (Bolivia), le otorgó a esta ciudad la sede de los juegos, debido a que las ciudades de Lima y Puerto La Cruz retiraron su candidatura.
- Cochabamba: El presidente de Bolivia, Evo Morales, desarrolló un equipo de trabajo junto con el Comité Olímpico Boliviano presidido por Jorge España para promover a Cochabamba como sede de los juegos. Santos comentó al respecto en conferencia de prensa el 11 de febrero de 2010 en el Palacio Quemado.[3]

"Personalmente haré una campaña a nivel de jefes de Estado para conseguir el apoyo para que en la próxima reunión de Odesur podamos obtener esa sede"
Evo Morales

- Lima: La capital peruana aspiró a ser sede de los juegos suramericanos de este año, después del éxito obtenido en la elección de los Juegos Panamericanos de 2019. Esta propuesta, además formó también parte de la búsqueda de la sede para los Juegos Olímpicos del año  2024.

"Definitivamente hay que ratificar nuestra potencia como organizador deportivo y para eso hay que seguir practicando. Estamos candidateando con el Comité Olímpico Peruano para los Juegos Suramericanos de 2018 (Odesur) porque serviría mucho que Lima organice estos juegos un año antes de Lima 2019"
Francisco Boza

- Puerto La Cruz: El comité olímpico venezolano estudio la posibilidad junto a diferentes personalidades importantes de Venezuela para la organización de los XI Juegos Suramericanos, Barquisimeto fue candidata para los juegos realizados en el 2010 pero lamentablemente no obtuvo la sede del evento. El Comité Olímpico Venezolano retiró su postulación para los Juegos suramericanos.[4]

"Sabemos que es un gran compromiso, nosotros hemos conversado con representantes de Mindeporte y del Comité Olímpico Venezolano pero todavía no hemos concretado nada, esto sería un éxito más para Venezuela y estamos seguros que nuestro país tiene la capacidad de organizar un evento de este calibre"

## Símbolos

### Logotipo y mascotas
El 20 de mayo de 2016 fueron presentadas oficialmente la marca y las mascotas de los Juegos Suramericanos Cochabamba 2018.
La marca oficial de los Juegos, que incluye al logotipo, fue diseñada por Verónica Flores Achá y Ariel Prado, egresados de Diseño Gráfico y Comunicación Visual en la Universidad Mayor de San Simón. El logo es una Cantuta con forma de la llama olímpica, con el objetivo de representar a la ciudad de Cochabamba e identificar a Bolivia con los colores de la bandera Nacional: rojo, amarillo y verde. Junto a eso está la frase «XI Juegos Suramericanos Cocha 2018».
Las mascotas representadas por una jaguar Nuna (que significa "espíritu") y el oso jukumari Juki. Se decidió incluir una mascota femenina y una masculina para honrar el concepto de equidad entre ambos géneros.

### Canción oficial
Alfredo Matheus Diez, cantautor venezolano, fue el compositor de la letra y música de «Un Mismo Sentir», la canción oficial de la decimoprimera edición de los Juegos Suramericanos. Junto a Matheus estuvieron los artistas bolivianos Fernando Torrico, exintegrante de la agrupación Tupay, Élmer Hermosa, de Los Kjarkas, Vanessa Añez, del Grupo Poker (enlace roto disponible en Internet Archive; véase el historial, la primera versión y la última)., y Jonathan Hermosa de Chila Jatun. La letra hace referencia a ritmos sudamericanos, además de ideas de integración y unidad de los países de la región:

"Se corrió la voz de que todos vamos a Cochabamba…y llegó la cumbia y también la samba; Se corrió la voz de que todos vamos a Cochabamba…y llegó el joropo, llegó el candombe y también la saya

oeeeooo, oeeeooo yo voy a llevar mi bandera
oeeeooo, oeeeooo vamo’ a competir, vamos a ganar, este sentimiento se vive en Sudamérica
Un mismo sentir un solo latir una misma meta que nos viene a unir...Un mismo sentir vamos a triunfar Sudamérica unida en plena hermandad
Se corrió la voz de que todos vamos a Cochabamba…y llegó la bosa y también la cueca;
Se corrió la voz de que todos vamos a Cochabamba…llegó el vallenato, el pasillo, gaita y también el tango
oeeeooo, oeeeooo yo voy a llevar mi bandera
oeeeooo, oeeeooo vamo’ a competir vamos a ganar este sentimiento se vive en Sudamérica
Un mismo sentir un solo latir una misma meta que nos viene a unir...Un mismo sentir vamos a triunfar Sudamérica unida en plena hermandad"
 Letra de la Canción

### Fuego suramericano
La antorcha olímpica, fue encendida el lunes 7 de mayo en la legendaria ciudad de Tihuanaco, a 62 km de La Paz. La antorcha recorrió aproximadamente 4542 km por distintos lugares de los nueve departamentos de Bolivia, realizando el siguiente recorrido:
| Día        | Lugar                                         | Ciudad           |
| ---------- | --------------------------------------------- | ---------------- |
| 7 de mayo  | Complejo Arqueológico de Tiahuanaco           | Tiahuanaco       |
| 7 de mayo  | Estación Central del teleférico rojo          | La Paz           |
| 8 de mayo  | Museo de la Revolución Democrática y Cultural | Orinoca          |
| 9 de mayo  | Colchani, Salar de Uyuni                      | Uyuni            |
| 10 de mayo | Castillo la Glorieta                          | Sucre            |
| 11 de mayo | Estadio el tonel                              | Uriondo          |
| 12 de mayo | Plaza 24 de septiembre                        | Santa Cruz       |
| 13 de mayo | Plaza José Ballivian                          | Trinidad         |
| 14 de mayo | Parque Piñata                                 | Cobija           |
| 15 de mayo | Plaza principal de Chimoré                    | Chimoré          |
| 16 de mayo | Plaza principal de Entre Ríos                 | Entre Ríos       |
| 17 de mayo | Plaza principal de Puerto Villaroel           | Puerto Villaroel |
| 17 de mayo | Plaza principal de Shinahota                  | Shinahota        |
| 18 de mayo | Plaza principal de Villa Tunari               | Villa Tunari     |
| 19 de mayo | Plaza principal de Colomi                     | Colomi           |
| 20 de mayo | Plaza principal de Sacaba                     | Sacaba           |
| 21 de mayo | Plaza principal de Punata                     | Punata           |
| 22 de mayo | Plaza principal de Tolata                     | Tolata           |
| 23 de mayo | Plaza principal de Tarata                     | Tarata           |
| 24 de mayo | Plaza principal de Arbieto                    | Arbieto          |
| 25 de mayo | Plaza principal de Quillacollo                | Quillacollo      |
| 25 de mayo | Plaza principal de Colcapirhua                | Colcapirhua      |
| 26 de mayo | Estadio Félix Capriles                        | Cochabamba       |

## Organización
Hacia 2015 Cochabamba, ciudad elegida para llevar a cabo los Juegos Suramericanos de 2018, no había tenido avance alguno y preocupaba que pudiese perder la sede, debido a retrasos en su avance y olvidos en los trabajos. La Organización Deportiva Suramericana dio plazo a Cochabamba hasta el 30 de octubre para confirmar o rechazar la realización de los Juegos en dicha ciudad.
En enero de 2016 se anunció la construcción de 11 recintos deportivos que albergarán las distintas disciplinas de los juegos.
La XXIX Asamblea General Ordinaria de la Odesur, realizada en Cochabamba el 21 de mayo de 2016, ratificó a dicha ciudad como sede de los Juegos Suramericanos de 2018. En dicha ocasión se informó también de que se lograrán récords de participación, al aprobarse 4190 cupos para deportistas, 1118 más que en Santiago 2014, y por primera vez se disputarán en estos juegos los 28 deportes olímpicos al ser incluido el pentatlón moderno.

### Escenarios

Estadio Bicentenario de Villa Tunari, junto al Centro de Formación y Entrenamiento Deportivo de Villa Tunari (CEFED) de fondo. Infraestructura usada para los XI Juegos Suramericanos. Fotografía tomada el año 2022.

### Escenarios[14]
| Deporte                | Disciplina             | Sede | Ciudad subsede                           |
| ---------------------- | ---------------------- | --- | ---------------------------------------- |
| Acuáticos              | Aguas abiertas         | Represa La Angostura - Cabaña del Arquitecto                                                                        | Arbieto Tolata                           |
| Acuáticos              | Clavados               | Centro Acuático G.A.M.C -Parque Mariscal Santa Cruz                                                                 | Cochabamba                               |
| Acuáticos              | Natación               | Centro Acuático G.A.M.C -Parque Mariscal Santa Cruz                                                                 | Cochabamba                               |
| Acuáticos              | Natación artística     | Centro Acuático G.A.M.C -Parque Mariscal Santa Cruz                                                                 | Cochabamba                               |
| Acuáticos              | Polo acuático          | Piscina Olímpica de Villa Tunari                                                                                    | Villa Tunari                             |
| Atletismo              | Atletismo              | Estadio de Atletismo G.A.M.C - Parque la Torre                                                                      | Cochabamba                               |
| Bádminton              | Bádminton              | Coliseo Polifuncional Evo Morales                                                                                   | Cochabamba                               |
| Baloncesto             | Baloncesto             | Coliseo Polideportivo Evo Morales                                                                                   | Quillacollo                              |
| Baloncesto             | Baloncesto 3x3         | Coliseo Polideportivo Evo Morales                                                                                   | Quillacollo                              |
| Balonmano              | Balonmano              | Coliseo Municipal Curubamba                                                                                         | Sacaba                                   |
| Bowling                | Bowling                | Rock"n" Bowling | La Paz                                   |
| Boxeo                  | Boxeo                  | Coliseo Municipal de Punata                                                                                         | Punata                                   |
| Canotaje               | Canotaje               | Represa La Angostura - Cabaña del Arquitecto                                                                        | Arbieto Tolata                           |
| Ciclismo               | Ciclismo BMX           | Circuito BMX G.A.M.N                                                                                                | Cochabamba                               |
| Ciclismo               | Ciclismo MTB           | Cerro de San Pedro                                                                                                  | Cochabamba                               |
| Ciclismo               | Ciclismo pista         | Velódromo Villas Suramericana                                                                                       | Cochabamba                               |
| Ciclismo               | Ciclismo ruta          | Circuito Bolivia - Circuito Cochabamba                                                                              | Cochabamba                               |
| Ecuestre               | Ecuestre               | Escuela Militar de Sargentos del Ejército (E.M.S.E.)                                                                | Tarata                                   |
| Esgrima                | Esqrima                | Pabellón Cochabamba FEICOBOL                                                                                        | Cochabamba                               |
| Esquí náutico          | Esquí náutico          | Represa La Angostura - Cabaña del Arquitecto                                                                        | Arbieto Tolata                           |
| Fútbol                 | Fútbol                 | Estadio Municipal de Villa Tunari Estadio Municipal de Shinahota Estadio Municipal de Sacaba Estadio Félix Capriles | Villa Tunari Shinahota Sacaba Cochabamba |
| Fútbol                 | Fútbol sala            | Coliseo Municipal de Chimoré                                                                                        | Chimoré                                  |
| Gimnasia               | Gimnasia artística     | Pabellón Municipal de Gimnasia G.A.M.C                                                                              | Cochabamba                               |
| Gimnasia               | Gimnasia rítmica       | Pabellón Municipal de Gimnasia G.A.M.C                                                                              | Cochabamba                               |
| Gimnasia               | Gimnasia trampolín     | Pabellón Municipal de Gimnasia G.A.M.C                                                                              | Cochabamba                               |
| Golf                   | Golf                   | Country Club Cochabamba-Circuito Bolivia                                                                            | Cochabamba                               |
| Hockey sobre césped    | Hockey sobre césped    | Complejo Félix Capriles                                                                                             | Cochabamba                               |
| Judo                   | Judo                   | Coliseo José Villazón                                                                                               | Cochabamba                               |
| Karate                 | Karate                 | Coliseo Suramericano                                                                                                | Cochabamba                               |
| Levantamiento de pesas | Levantamiento de Pesas | Coliseo Grover Suárez                                                                                               | Cochabamba                               |
| Lucha                  | Lucha                  | Coliseo José Villazón                                                                                               | Cochabamba                               |
| Patinaje               | Patinaje artístico     | Vélodromo Villa Suramericana                                                                                        | Cochabamba                               |
| Patinaje               | Patinaje carreras      | Patinódromo Municipal G.A.M.C                                                                                       | Cochabamba                               |
| Pelota vasca           | Pelota vasca           | Flónton Municipal Sacaba                                                                                            | Sacaba                                   |
| Pentatlón moderno      | Pentatlón moderno      | Coliseo José Villazón                                                                                               | Cochabamba                               |
| Ráquebol               | Ráquebol               | Coliseo Polifuncional de Sarco                                                                                      | Cochabamba                               |
| Remo                   | Remo                   | Represa La Angostura - Cabaña del Arquitecto                                                                        | Arbieto Tolata                           |
| Rugby                  | Rugby 7                | Estadio Municipal de Colcapirhua                                                                                    | Colcapirhua                              |
| Squash                 | Squash                 | Complejo de Squash                                                                                                  | Cochabamba                               |
| Taekwondo              | Taekwondo              | Coliseo Grover Suárez                                                                                               | Cochabamba                               |
| Tenis                  | Tenis                  | Centro de Alto Rendimiento Federico Román                                                                           | Villa Tunari                             |
| Tenis                  | Tenis de mesa          | Coliseo Polifuncional Evo Morales                                                                                   | Cochabamba                               |
| Tiro con arco          | Tiro con arco          | Complejo Aurora-Circuito Bolivia                                                                                    | Cochabamba                               |
| Tiro deportivo         | Tiro deportivo         | Escuela Militar de Sargentos del Ejército (E.M.S.E.)                                                                | Tarata                                   |
| Triatlón               | Triatlón               | Represa La Angostura - Cabaña del Arquitecto                                                                        | Arbieto Tolata                           |
| Vela                   | Vela                   | Represa Corani - La Barca                                                                                           | Colomi                                   |
| Voleibol               | Voleibol               | Coliseo José Casto Méndez                                                                                           | Cochabamba                               |
| Voleibol               | Voleibol playa         | Complejo Olympic | Cochabamba                               |

### Comité organizador
El 23 de octubre de 2014 fue creado oficialmente el «Comité Organizador de los XI Juegos Suramericanos Cochabamba 2018 (Codesur)». Luego de diversas instancias en las que no se pudo nombrar a un director para dicho organismo, el 17 de noviembre de 2015 Jorge Ledezma Cornejo asumió oficialmente el cargo, al cual renunció el 12 de junio de 2016, asumiendo interinamente el ministro de Deportes, Tito Montaño, hasta que José Luis Zelada asumió el cargo de director el 27 de junio de ese mismo año.

## Deportes
Los XI Juegos Suramericanos tienen 35 deportes. Con respecto a los Juegos Suramericanos de 2014, destaca la presencia del bádminton, la gimnasia en trampolín, la pelota vasca, el raquetbol, el squash y el waterpolo.
| - Atletismo (detalles) - Bádminton (detalles) - Baloncesto - Baloncesto (detalles) - Baloncesto 3x3 (detalles) - Balonmano (detalles) - Bolos (detalles) - Boxeo (detalles) - Canotaje (detalles) - Ciclismo: (detalles) - Ciclismo BMX - Ciclismo de pista - Ciclismo de ruta - Ciclismo de montaña - Deportes acuáticos: - Clavados (detalles) - Nado sincronizado (detalles) - Natación (detalles) - Natación en aguas abiertas (detalles) - Waterpolo (detalles) | - Equitación (detalles) - Esgrima (detalles) - Esquí acuático (detalles) - Fútbol - Fútbol (detalles) - Fútbol sala (detalles) - Gimnasia: (detalles) - Gimnasia artística - Gimnasia rítmica - Gimnasia en trampolín - Golf (detalles) - Hockey sobre césped (detalles) - Judo (detalles) - Karate (detalles) - Levantamiento de pesas (detalles) - Lucha (detalles) - Patinaje: (detalles) - Patinaje de velocidad - Patinaje artístico - Pelota vasca: (detalles) | - Pentatlón moderno: (detalles) - Raquetbol: (detalles) - Remo (detalles) - Rugby 7 (detalles) - Squash (detalles) - Taekwondo (detalles) - Tenis (detalles) - Tenis de mesa (detalles) - Tiro con arco (detalles) - Tiro deportivo (detalles) - Triatlón (detalles) - Vela (detalles) - Voleibol - Voleibol (detalles) - Voleibol de playa (detalles) |

## Ceremonia de inauguración

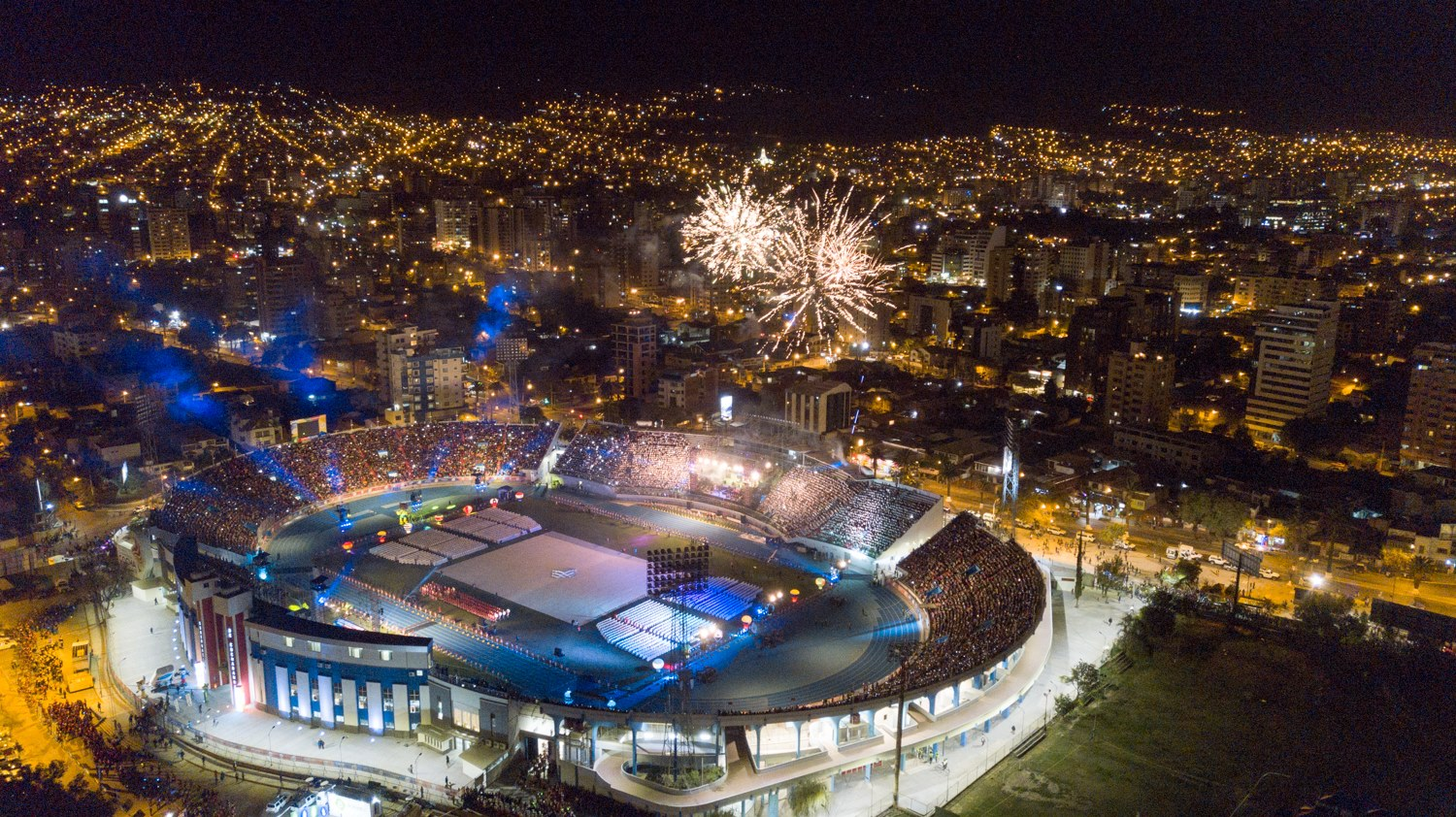
Estadio Félix Capriles en la noche de apertura de los Juegos Suramericanos

El evento tuvo lugar el 26 de mayo de 2018 en el Estadio Félix Capriles. El acto contó con la intervención de los presidentes de Bolivia y Paraguay, Evo Morales y Horacio Cartes, respectivamente, del titular de la Organización Deportiva Suramericana (ODESUR), Camilo Pérez,y del gobernador del departamento, Iván Canela. Las palabras para inaugurar los juegos estuvieron a cargo del ministro de deportes, Tito Montaño, quien dio la bienvenida oficial a todas las delegaciones participantes, deseándole éxitos a los deportistas.
El momento más emotivo fue el encendido del pebetero suramericano, el cual estuvo a cargo del exatleta boliviano Jhonny Pérez, ganador de tres medallas de oro en la primera edición de este mismo evento, realizado hace 40 años en La Paz (Bolivia).
Durante la ceremonia de inauguración se interpretó Un mismo sentir, la canción oficial de los XI Juegos Suramericanos, compuesta por el cantautor venezolano Alfredo Matheus Diez. La ceremonia que duró dos horas, finalizó con la intervención de la cantante Cornelia Veramendi, quien interpretó una canción en quechua, idioma originario de los Andes centrales.

## Desarrollo

### Países participantes
En los Juegos Suramericanos participan 14 países de América, integrantes de la Odesur. A continuación, cada país junto a su respectivo código COI:
| País            | # Atletas | Deportista abanderado | Deporte           |
| --------------- | --------- | --------------------- | ----------------- |
| Argentina (ARG) | 535       | Germán Chiaraviglio   | Atletismo         |
| Aruba (ARU)     | 10        | Shanayah Howell       | Ciclismo BMX      |
| Bolivia (BOL)   | 622       | Karen Torrez          | Natación          |
| Brasil (BRA)    | 316       | Valéria Kumizaki      | Karate            |
| Chile (CHI)     | 448       | María Fernanda Valdés | Halterofilia      |
| Colombia (COL)  | 459       | Fabián Puerta         | Ciclismo en pista |
| Ecuador (ECU)   | 234       | Lenin Preciado        | Judo              |
| Guyana (GUY)    | 11        | Narayan Ramdhani      | Bádminton         |
| Panamá (PAN)    | 56        | Carolena Carstens     | Taekwondo         |
| Paraguay (PAR)  | 263       | Paola Ferrari         | Baloncesto        |
| Perú (PER)      | 437       | Eduardo Linares       | Remo              |
| Surinam (SUR)   | 13        | Amadeo Main           | Karate            |
| Uruguay (URU)   | 218       | Dolores Moreira       | Vela              |
| Venezuela (VEN) | 390       | Yoel Finol            | Boxeo             |

### Calendario
La programación de las competencias es:
| A | Apertura | • | Eventos | C | Clausura |

## Ceremonia de clausura

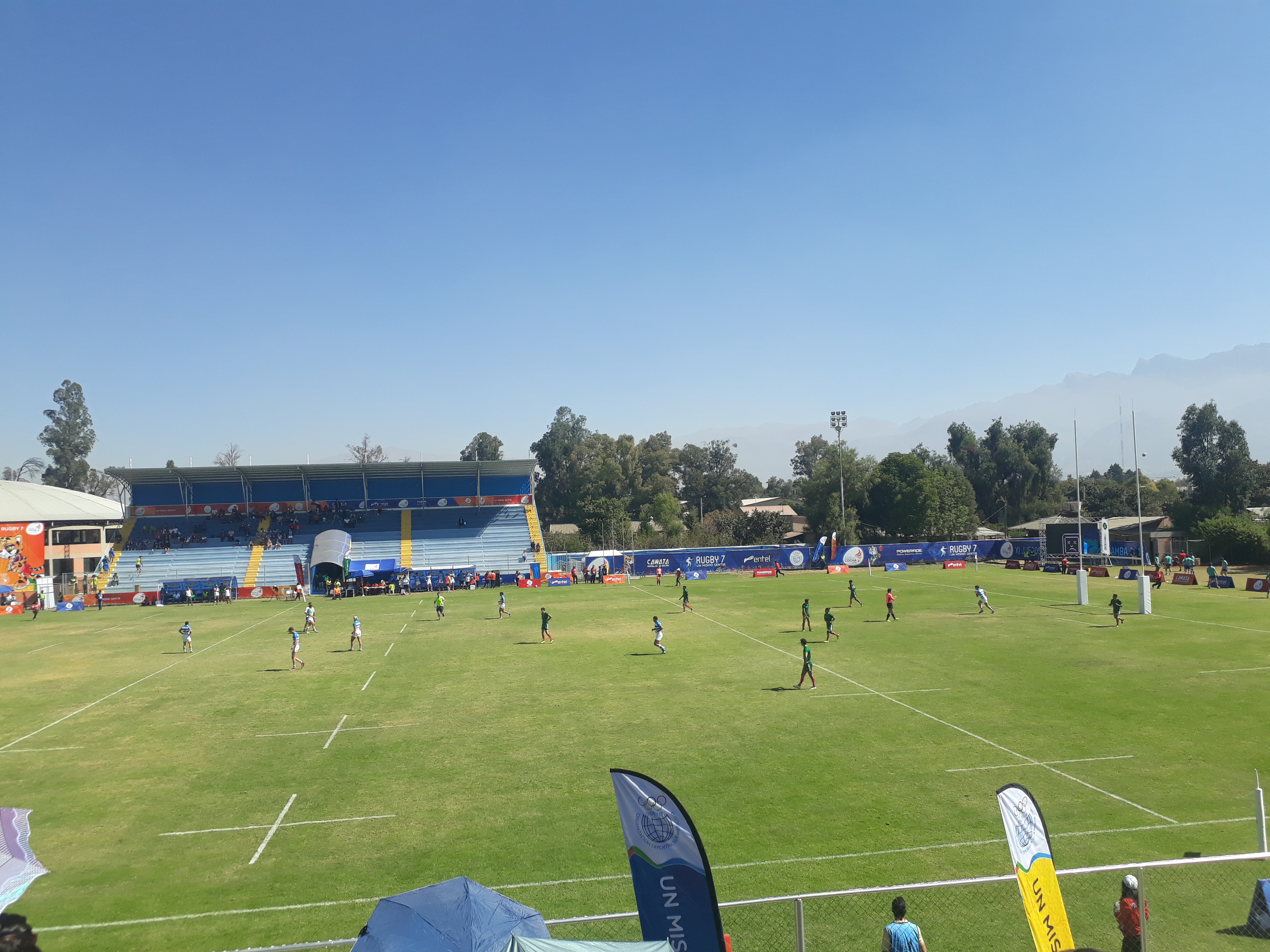
Partido de Rugby, parte de las actividades de los juegos suramericanos.

El cierre de los juegos tuvo lugar el 8 de junio de 2018 en el Estadio Félix Capriles. Al poco tiempo de haber salido al público, las boletas se agotaron ante la masiva cantidad de personas por querer asistir al evento. Con las graderías absolutamente llenas, se dio el recibimiento a los deportistas de las delegaciones participantes, quienes dieron la vuelta olímpica para agradecer y despedirse de toda la población de Cochabamba.
El acto comenzó con la interpretación del himno del estado plurinacional de Bolivia a cargo de la cantante Guísela Santa Cruz, la banda de rock boliviano Octavia y el artista Bonny Lovy. Asimismo, la banda de música Imperial de Oruro, junto al baile que estuvo a cargo de la Diablada Artística Urus, pusieron al público de pie y se llevaron los aplausos y admiración, seguido con la exposición de un vídeo emotivo donde se reflejaron momentos importantes de las justas durante los días que duraron las competencias. Al culminar se hizo el protocolo respectivo y entregaron la bandera de Odesur al presidente del Comité Olímpico Paraguayo y culminó con la intervención de la agrupación musical boliviana Doble Vía.

## Medallero
A continuación, se muestra el medallero de los juegos (país anfitrión resaltado).
| Núm.  | País      | Oro | Plata | Bronce | Total | Orden por Total |
| ----- | --------- | --- | ----- | ------ | ----- | --------------- |
| 1     | Colombia  | 94  | 74    | 71     | 239   | 1               |
| 2     | Brasil    | 90  | 58    | 56     | 204   | 2               |
| 3     | Venezuela | 43  | 59    | 55     | 157   | 4               |
| 4     | Argentina | 42  | 60    | 63     | 165   | 3               |
| 5     | Chile     | 38  | 34    | 60     | 132   | 5               |
| 6     | Ecuador   | 25  | 17    | 52     | 94    | 6               |
| 7     | Perú      | 22  | 29    | 41     | 92    | 7               |
| 8     | Paraguay  | 6   | 10    | 14     | 30    | 10              |
| 9     | Uruguay   | 5   | 10    | 17     | 32    | 9               |
| 10    | Bolivia   | 4   | 15    | 15     | 34    | 8               |
| 11    | Panamá    | 2   | 4     | 4      | 10    | 11              |
| 12    | Surinam   | 2   | 0     | 1      | 3     | 13              |
| 13    | Aruba     | 0   | 2     | 1      | 3     | 13              |
| 14    | Guyana    | 0   | 1     | 4      | 5     | 12              |
| Total | Total     | 373 | 373   | 454    | 1200  |                 |

## Transmisión
El evento suramericano fue transmitido por los siguientes canales:
- Argentina: TyC Sports
- Bolivia: Bolivia TV[25] y Red PAT
- Chile: canal CDO Premium y HD.[26]
- Perú: Movistar Deportes (Solo algunas disciplinas).

Las señales de televisión de los Juegos son transmitidas mediante el satélite Túpac Katari.
Así mismo, podrás seguir la transmisión de los juegos en cualquier dispositivo móvil, a través de la aplicación Bolivia TV, que puede ser descargada en las plataformas Google Play, para dispositivos Android, y en App Store para dispositivos iOS.
Canal 13 de Chile, a pesar de comprar los derechos para transmitir la final de fútbol masculino, decidió no hacerlo debido a la baja calidad de la transmisión y fallas en la transmisión a través del satélite Túpac Katari, por lo que según las propias palabras de directivos y técnicos de la señal chilena, no es óptima para ponerla en pantalla.

## Controversias
A finales del 2019, el Ministerio de Obras Públicas y Vivienda del Estado Boliviano detectó un posible daño económico y otros cuatro delitos más en la construcción de los 14 bloques de departamentos de la Villa Suramericana, de las cuales no fueron vendidos, porque no contaba con el derecho propietario para adjudicar a las familias interesadas en estas viviendas sociales. El gasto para la construcción alcanzó los 233 millones de bolivianos (33 millones de dólares actuales), y 50 mil bolivianos en mantenimiento y seguridad, siendo parte de  un daño económico a Bolivia.